# Laudamus (Richard Norén)
Laudamus av Richard Norén är ett musikstycke skrivet 1897.

## Publicerad i
- Musiken till Svenska Mässan 1897.
- Den svenska mässboken 1942, del 1.
- Gudstjänstordning 1976, del II Musik. (bearbetad)
- Den svenska kyrkohandboken 1986 under Lovsången.